# Anura
Gli anuri (Anura Waldheim, 1813) sono un ordine di anfibi cui appartengono quasi 7800 specie, comunemente definite rane, rospi e raganelle.
Talvolta questo taxon è anche indicato come Salienti (Salientia Laurenti, 1768), dal participio presente del verbo latino salire, che significa saltare.

## Descrizione
La lunghezza media degli Anuri si attesta dai 35 ai 75 millimetri, ma ne esistono di molto più piccoli come di molto più grandi. Tra gli esemplari di misura più ridotta troviamo la Psyllophryne didactyla e la Eleutherodactylus iberia, rispettivamente della misura di circa 10mm e 10mm e mezzo. Mentre tra le specie più grandi di questo ordine troviamo senza dubbio il Conraua goliath, una enorme rana lunga 32 cm che può arrivare, con le gambe distese, fino a 70–80 cm.

Sono anfibi che hanno zampe posteriori molto lunghe e adattate al salto grazie alla presenza di un segmento osseo in più; si tratta infatti di un prolungamento delle due ossa (l'astragalo ed il calcagno) costituenti la "caviglia" di questi animali. Hanno un corpo tozzo e compatto, una testa larga e ampia e di solito arti anteriori più piccoli rispetto a quelli posteriori. La maggior parte delle specie possiede occhi grandi e sporgenti e un grande timpano su ciascun lato della testa. La bocca è ampia e molte specie hanno una lingua appiccicosa che viene protesa velocemente per catturare le prede. La colonna vertebrale risulta corta e composta di solito da otto vertebre presacrali; queste ultime sono fissate saldamente tra di loro per concedere solo delle leggere flessioni in senso laterale e dorsoventrale, mentre quelle post - sacrali sono fuse a formare l'urostilo (il coccige).

La femmina è di solito più grande del maschio, ma il maschio a volte presenta arti posteriori più grossi e robusti.  Spesso emettono segnali vocali importanti comprimendo i polmoni. Sono privi di coda, da cui il nome scientifico di Anura.
Molte specie di rane tropicali sono tossiche o velenose. Queste specie spesso esibiscono sulla pelle dei colori molto evidenti e dal forte contrasto (rosso, giallo, blu, accompagnato da varie macchiettature nere) allo scopo di avvertire i potenziali predatori della pericolosità della loro preda (fenomeno dell'aposematismo).

## Biologia

### Alimentazione
Tutti i rospi e le rane sono carnivori e si nutrono di prede vive (insetti e altri invertebrati acquatici e terricoli). Si cibano di prede vive, perché la loro vista è sensibile al movimento; una preda immobile non è appetibile.
Incapaci di masticare o frantumare il cibo in bocca, ingoiano le prede intere.
Si nutrono talvolta anche di girini.

### Riproduzione
Depongono le uova in acqua e hanno un accoppiamento con fecondazione esterna. Dall'uovo esce il girino (in genere sono tra i 100 e 200, ma pochi ne sopravvivono), che compie il proprio ciclo vitale in tempi variabili tra 1,5 e 3 mesi. Alla fine della metamorfosi il girino sviluppa le zampe atte a saltare, polmoni per respirare fuori dall'acqua, perde la coda e cambia regime alimentare, passando da detritivoro a carnivoro. Dopodiché la rana adulta continua la sua vita nel ciclo vitale. I maschi della rana per attirare le femmine gracidano, emettono cioè un verso gonfiando dei sacchetti d'aria nelle guance. In genere le femmine cercano il maschio che produce il gracidio più potente per accoppiarsi e deporre le uova.

### Comunicazione
Le rane utilizzano una strategia comunicativa simile a quella delle emittenti radio, dato che ognuna trasmette suoni in una banda di frequenze diversa, per evitare sovrapposizioni e per riconoscersi più facilmente. Inoltre vi è una differenziazione a seconda delle dimensioni, infatti le rane più grandi emettono grida dai suoni bassi, profondi e più diradati, mentre quelle piccole effettuano richiami più acuti e più ravvicinati.

Altre specie di rane, non adatte alla competizione dal punto di vista sonoro, hanno elaborato strategie diverse atte alla comunicazione: ad esempio i maschi di "L. albilabris", quando gridano, immergono una parte di essi nel fango e quindi generano un'onda che fa vibrare il terreno, oppure le femmine della raganella malaysiana per richiamare i maschi tamburellano con le zampe posteriori su una canna.

## Tassonomia
In passato l'ordine degli Anura veniva suddiviso, in base a caratteristiche morfologiche, in 6 sottordini: Amphicoela, Aglossa, Opisthocoela, Amonocoela, Dispasiocoela e Procoela. Più recentemente è stata proposta una suddivisione, basata su criteri morfologico-evolutivi, in tre sottordini, Archaeobatrachia, Mesobatrachia e Neobatrachia. Tali raggruppamenti tuttavia non hanno retto al vaglio dell'analisi filogenetica, risultando polifiletici.
L'ordine Anura comprende 7790 specie, raggruppate in 59 famiglie:
| - Famiglia: Allophrynidae Savage, 1973 (3 sp.) - Famiglia: Alsodidae Mivart, 1869 (30 sp.) - Famiglia: Alytidae Fitzinger, 1843 (12 sp.) - Famiglia: Aromobatidae Grant, Frost, Caldwell, Gagliardo, Haddad, Kok, Means, Noonan, Schargel, and Wheeler, 2006 (137 sp.) - Famiglia: Arthroleptidae Mivart, 1869 (153 sp.) - Famiglia: Ascaphidae Fejérváry, 1923 (2 sp.) - Famiglia: Batrachylidae Gallardo, 1965 (12 sp.) - Famiglia: Bombinatoridae Gray, 1825 (9 sp.) - Famiglia: Brachycephalidae Günther, 1858 (81 sp.) - Famiglia: Brevicipitidae Bonaparte, 1850 (37 sp.) - Famiglia: Bufonidae Gray, 1825 (658 sp.) - Famiglia: Caligophrynidae Fouquet, Kok, Recoder, Prates, Camacho, Marques-Souza, Ghellere, McDiarmid, and Rodrigues, 2023 (1 sp) - Famiglia: Calyptocephalellidae Reig, 1960 (5 sp.) - Famiglia: Centrolenidae Taylor, 1951 (166 sp.) - Famiglia: Ceratobatrachidae Boulenger, 1884 (104 sp.) - Famiglia: Ceratophryidae Tschudi, 1838 (12 sp.) - Famiglia: Ceuthomantidae Heinicke, Duellman, Trueb, Means, MacCulloch, and Hedges, 2009 (4 sp.) - Famiglia: Conrauidae Dubois, 1992 (8 sp.) - Famiglia: Craugastoridae Hedges, Duellman, and Heinicke, 2008 (124 sp.) - Famiglia: Cycloramphidae Bonaparte, 1850 (37 sp.) - Famiglia: Dendrobatidae Cope, 1865 (207 sp.) - Famiglia: Dicroglossidae Anderson, 1871 (234 sp.) - Famiglia: Eleutherodactylidae Lutz, 1954 (242 sp.) - Famiglia: Ericabatrachidae Dubois, Ohler, and Pyron, 2021 (1 sp.) - Famiglia: Heleophrynidae Noble, 1931 (7 sp.) - Famiglia: Hemiphractidae Peters, 1862 (123 sp.) - Famiglia: Hemisotidae Cope, 1867 (9 sp.) - Famiglia: Hylidae Rafinesque, 1815 (1062 sp.) - Famiglia: Hylodidae Günther, 1858 (48 sp.) - Famiglia: Hyperoliidae Laurent, 1943 (228 sp.) - Famiglia: Leiopelmatidae Mivart, 1869 (3 sp.) - Famiglia: Leptodactylidae Werner, 1896 (1838) (238 sp.) - Famiglia: Limnodynastidae Lynch, 1969 (46 sp.) - Famiglia: Mantellidae Laurent, 1946 (285 sp.) - Famiglia: Megophryidae Bonaparte, 1850 (340 sp.) - Famiglia: Micrixalidae Dubois, Ohler, and Biju, 2001 (24 sp.) - Famiglia: Microhylidae Günther, 1858 (1843) (762 sp.) - Famiglia: Myobatrachidae Schlegel, 1850 (92 sp.) - Famiglia: Nasikabatrachidae Biju and Bossuyt, 2003 (2 sp.) - Famiglia: Neblinaphrynidae Fouquet, Kok, Recoder, Prates, Camacho, Marques-Souza, Ghellere, McDiarmid, and Rodrigues, 2023 (2 sp.) - Famiglia: Nyctibatrachidae Blommers-Schlösser, 1993 (37 sp.) - Famiglia: Odontobatrachidae Barej, Schmitz, Günther, Loader, Mahlow, and Rödel, 2014 (5 sp.) - Famiglia: Odontophrynidae Lynch, 1969 (55 sp.) - Famiglia: Pelobatidae Bonaparte, 1850 (6 sp.) - Famiglia: Pelodytidae Bonaparte, 1850 (4 sp.) - Famiglia: Petropedetidae Noble, 1931 (12 sp.) - Famiglia: Phrynobatrachidae Laurent, 1941 (96 sp.) - Famiglia: Pipidae Gray, 1825 (41 sp.) - Famiglia: Ptychadenidae Dubois, 1987 (63 sp.) - Famiglia: Pyxicephalidae Bonaparte, 1850 (86 sp.) - Famiglia: Ranidae Rafinesque, 1814 (457 sp.) - Famiglia: Ranixalidae Dubois, 1987 (18 sp.) - Famiglia: Rhacophoridae Hoffman, 1932 (1858) (462 sp.) - Famiglia: Rhinodermatidae Bonaparte, 1850 (3 sp.) - Famiglia: Rhinophrynidae Günther, 1859 (1 sp.) - Famiglia: Scaphiopodidae Cope, 1865 (7 sp.) - Famiglia: Sooglossidae Noble, 1931 (4 sp.) - Famiglia: Strabomantidae Hedges, Duellman, and Heinecke, 2008 (819 sp.) - Famiglia: Telmatobiidae Fitzinger, 1843 (60 sp.) Generi estinti - † Czatkobatrachus - † Notobatrachus - † Prosalirus - † Triadobatrachus - † Vieraella |

## Curiosità
- Secondo le loro credenze mitologiche, i Mongoli ritenevano che la Terra fosse sorretta da una rana.
- Molte tribù indigene del Centro e del Sud America sono solite avvelenare le loro frecce da caccia sfregandole contro le secrezioni della pelle di alcune rane che vivono nelle foreste pluviali della regione. Queste rane, di cui esistono numerose famiglie dalle varie colorazioni, vengono in gergo indicate come "arrow frog" (Dendrobates).
- Appartiene a questo ordine la "rana diavolo" (Beelzebufo ampinga), anfibio vissuto nel tardo Cretaceo.
- V'è un poema greco, attribuito nell'antichità ad Omero, nel quale si narra di una battaglia tra topi e rane, intitolato appunto Batracomiomachia: βάτραχος batrachos (rana), μῦς mys (topo) e μάχη mache (battaglia), il quale venne ripreso da Giacomo Leopardi che – imitando Alessandro Garioni che ne aveva fatto una traduzione poetica in lingua lombarda (milanese) nel 1793 – ne fece una libera traduzione in versi (1821-1822) scrivendo il Discorso sopra la Batracomiomachia e i Paralipomeni della Batracomiomachia.